# Пфитцауф
Пфи́тцауф (нем. Pfitzauf) — немецкая яичная выпечка, специалитет швабской кухни. Тесто для пфитцауфа готовят достаточно жидким, похожим на блинное, из молока, муки, растопленного сливочного масла, яиц, соли и сахара. Молоко и яйца выступают в качестве разрыхлителя, пекарский порошок не добавляется. Пфитцауф выпекают в течение получаса до золотистого цвета в духовом шкафу в смазанных сливочным маслом специальных формах из глазурованной керамики, а в их отсутствие — в керамических чашках. Формы наполняют тестом наполовину, поскольку по мере выпекания тесто из формы выбегает, поднимается выше кромки формы, «вспучивается». Открывать духовой шкаф во время выпекания нельзя, чтобы поднявшаяся выпечка не опала. Пфитцауфы едят горячими с ванильным соусом, отваренными фруктами или сахарной пудрой. Пфитцауф едят двумя вилками, разрывая его с их помощью. В Швабии вспыльчивого человека называют «пфитцауфом».